# Hietanen (sjö i Norra Karelen)
Hietanen är en sjö i Finland. Den ligger i kommunen Nurmes i landskapet Norra Karelen, i den centrala delen av landet, 500 km nordost om huvudstaden Helsingfors. Hietanen ligger 181,9 meter över havet. I omgivningarna runt Hietanen växer i huvudsak barrskog. Den är 12,5 meter djup. Arean är 81,6 hektar och strandlinjen är 5,35 kilometer lång. Sjön  ingår i Vuoksens huvudavrinningsområde. 